# 聖士提反灣
聖士提反灣泳灘（英語：St. Stephen's Beach）是香港其中一個游泳海灘，位於香港島南區的赤柱西岸，赤柱後灘的對面。因附近設有聖士提反書院和其附屬小學而得此名，泳灘現時由康樂及文化事務署管理。

## 歷史
1941年12月8日太平洋戰爭爆發，日軍入侵香港，日軍在12月18日登陸香港島，防守香港島的英軍反攻失敗，英軍在港島東部的「東旅」於12月23日退守到赤柱炮台的最後據點，並於25日與侵入赤柱半島的日軍激戰，聖士提反灣於當日成為攻守兩軍的主要戰場。
香港淪陷後，聖士提反灣附近的聖士提反書院及赤柱監獄等地成為赤柱拘留營及戰俘營，大量滯留香港的歐裔人士及戰俘被關押。日軍對違反規則的被羈留人士極為嚴酷，動輒得咎，輕則毒打，重則處決，而聖士提反海灘正是日佔時期日軍的刑場，成為斬頭及槍決的場地，而屍體更常被拋入海中。由於在日佔時期沒有制度可制衡日軍處決民眾，日軍可以任意處死，除了赤柱拘留營的被拘留者，也有在市區的被捕者及俘虜會被押解到該海灘行刑，很多死刑並沒有正式記錄，所以在聖士提反海灘被日軍處決的人數難以統計。在該海灘被處死者包括戰時的香港防衛司傅瑞憲，他在被拘留期間與敵後反抗日軍的英軍服務團保持聯繫，傅瑞憲於1943年10月被搜出藏有收音機，日軍之後在全香港展開大搜捕，傅瑞憲在酷刑下拒絕供出同伴，日軍於同年10月29日，將傅瑞憲等32人押解到聖士提反海灘處死，處決後的遺體有說被集體掩埋，也有說被拋入海中，他們的遺體於戰後亦沒有被尋獲。

## 泳灘設施
聖士提反灣泳灘的設施包括小食亭、燒烤區、更衣室、淋浴設備、洗手間及浮台。

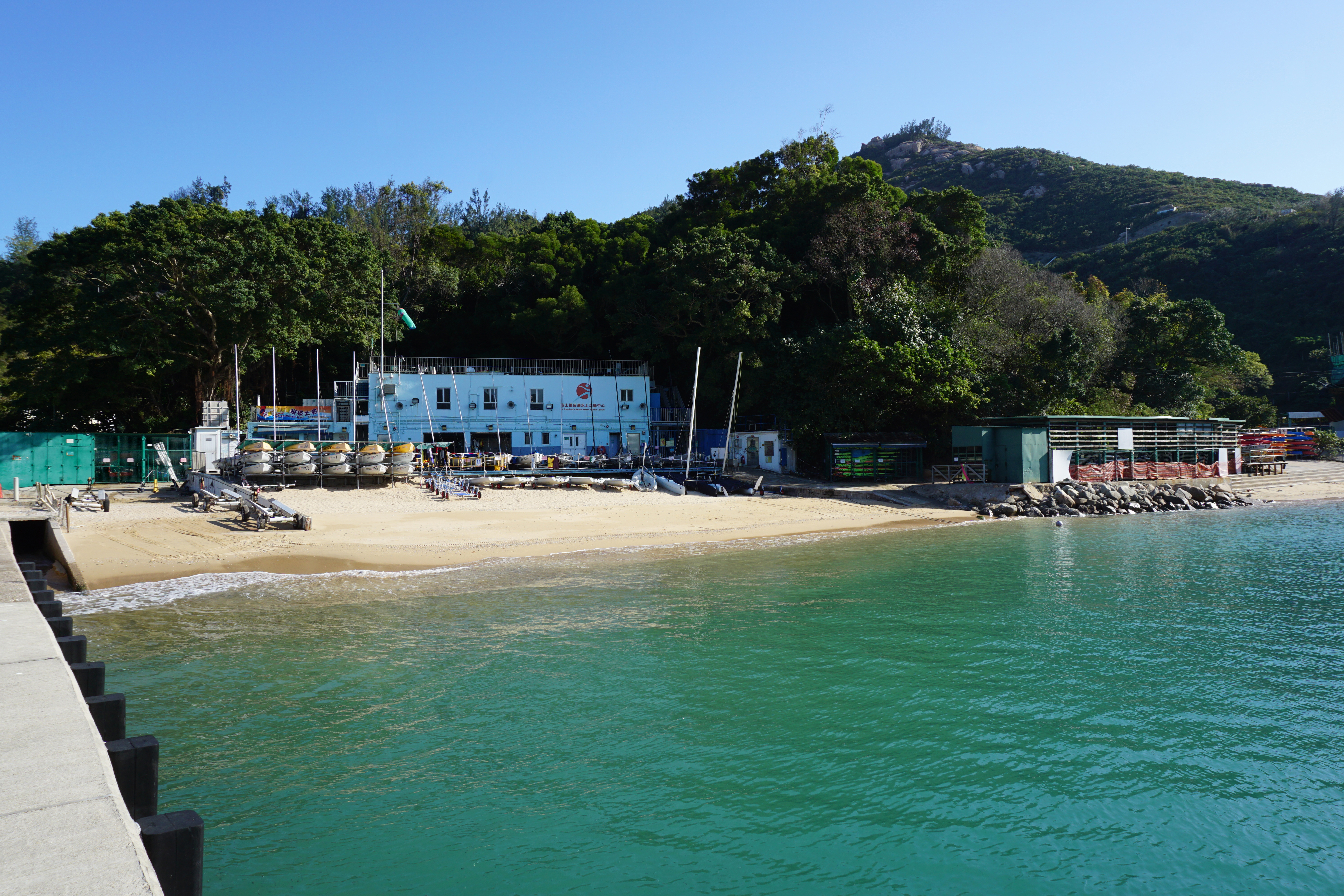
聖士提反灣水上活動中心
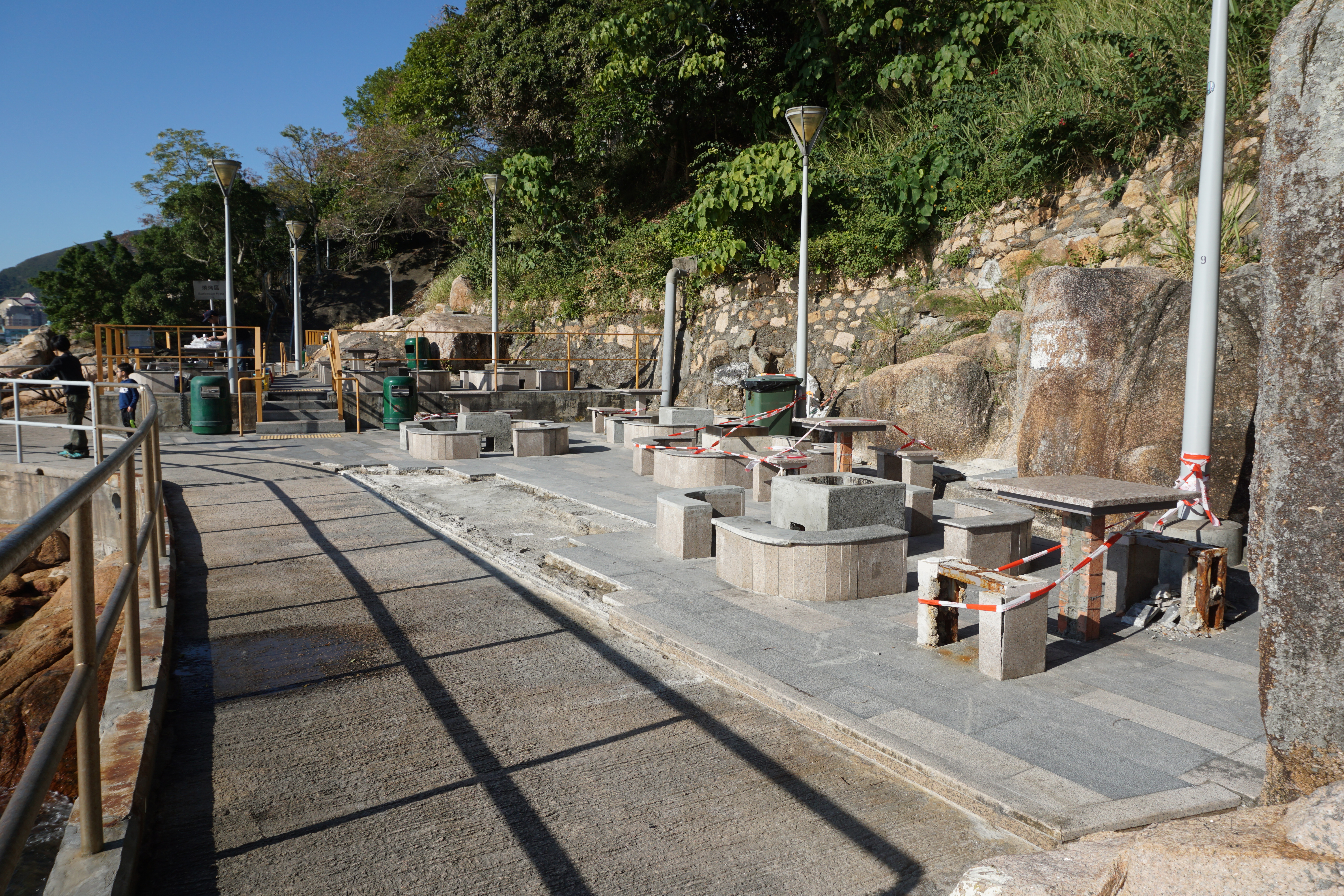
燒烤區